# Sternalice (województwo opolskie)
Sternalice (dodatkowa nazwa w j. niem. Sternalitz) – wieś w Polsce, położona w województwie opolskim, w powiecie oleskim, w gminie Radłów.

## Administracja
1 kwietnia 1939 r. do Sternalic włączono miejscowości: Ligotę Oleską, Radłów i Wolęcin.
Do 1952 r. Sternalice były siedzibą gminy Sternalice. W latach 1975–1998 miejscowość należała do województwa częstochowskiego.
| SIMC    | Nazwa         | Rodzaj     |
| ------- | ------------- | ---------- |
| 0144466 | Goniszów      | osada      |
| 0144472 | Ruda          | przysiółek |
| 0144450 | Brzozówka     | osada      |
| 0144495 | Wojtków       | osada      |
| 0144489 | Stary Folwark | przysiółek |

## Nazwa
27 kwietnia 1936 r. w miejsce nazwy Sternalitz wprowadzono nazwę Ammern O.S.. 12 listopada 1946 r. nadano miejscowości polską nazwę Sternalice.

## Historia
Do głosowania podczas plebiscytu uprawnionych było w Sternalicach 498 osób, z czego 356, ok. 71,5%, stanowili mieszkańcy (w tym 354, ok. 71,1% całości, mieszkańcy urodzeni w miejscowości). Oddano 491 głosów (ok. 98,6% uprawnionych), w tym 490 (ok. 99,8%) ważnych; za Niemcami głosowało 316 osób (ok. 64,4%), a za Polską 174 osoby (ok. 35,4%).
W 1925 r. w miejscowości mieszkało 940 osób, w 1933 r. – 856 osób, a w 1939 r. – 2593.

## Zabytki
Do wojewódzkiego rejestru zabytków wpisane są:
- kościół par. pw. św. Mateusza, z 1614 r., 1927 r.
- dwór, z XVIII w., z poł. XIX w.